# Alopecosa pentheri
Alopecosa pentheri är en spindelart som först beskrevs av Josef Nosek 1905.  Alopecosa pentheri ingår i släktet Alopecosa och familjen vargspindlar. Inga underarter finns listade i Catalogue of Life.